# Calvin Bricker
Calvin David Bricker, detto Cal (Listowel, 3 novembre 1884 – Grenfell, 22 aprile 1963), è stato un lunghista e triplista canadese.
Nel salto in lungo vinse la medaglia di bronzo ai Giochi olimpici di Londra 1908, con la misura di 7,08 m, e l'argento ai Giochi olimpici di Stoccolma 1912, con la misura di 7,21 m.